# Euptychia virgata
Euptychia virgata är en fjärilsart som beskrevs av James John Joicey och Talbot 1924. Euptychia virgata ingår i släktet Euptychia och familjen praktfjärilar. Inga underarter finns listade i Catalogue of Life.